# Strychnos cuniculina
Strychnos cuniculina är en tvåhjärtbladig växtart som beskrevs av Leeuwenb.. Strychnos cuniculina ingår i släktet Strychnos och familjen Loganiaceae. Inga underarter finns listade i Catalogue of Life.